# 加斯林糖尿病中心
42°20′21″N 71°06′30″W / 42.339101°N 71.108440°W
加斯林糖尿病中心（Joslin Diabetes Center）是世界上最大的糖尿病研究中心、糖尿病诊所和糖尿病教育机构，它還是哈佛大学医学院的附属机构。

## 历史
於1952年開張，位于美国马萨诸塞州波士顿市的长木医学区。在哈佛大学医学院的附属机构中，加斯林糖尿病中心的独特之处在于它只研究糖尿病。加斯林糖尿病中心拥有世界上最大的治疗糖尿病及其并发症的医生团队以及世界上最大的糖尿病教育工作者队伍。加斯林糖尿病中心還擁有世界上最大的糖尿病研究团队，共有40多名调查人员和300多名研究人员。

## 外部鏈接
- 官方网站